# 穆尔瓦拉
穆尔瓦拉（Murwara），又称格德尼 （Katni），是印度中央邦格德尼县的一个城镇。总人口186738（2001年）。

## 人口
该地2001年总人口186738人，其中男性97666人，女性89072人；0—6岁人口24682人，其中男12974人，女11708人；识字率71.70%，其中男性为77.85%，女性为64.97%。